# Cimitero di Sad Hill
Il cimitero di Sad Hill (in inglese Sad Hill Cemetery) è la località dove si svolge il triello finale del film Il buono, il brutto, il cattivo (1966). Nella realtà il sito del cimitero, che non contiene alcuna salma essendo del tutto finto e costruito appositamente per il film, si trova nei pressi di Santo Domingo de Silos, un comune spagnolo situato nella comunità autonoma di Castiglia e León. 
Il sito, composto da 4 000 finte tombe con tanto di croci o lapidi, costruite con l'aiuto di soldati, fu abbandonato a se stesso dopo le riprese e, dopo essere rimasto a lungo in stato di abbandono, è stato restaurato dalla Asociación Cultural Sad Hill ed è oggi una meta del cineturismo.

## Descrizione
Il cimitero ha una forma circolare con una pavimentazione di pietra al proprio centro, dando al luogo la forma tipica di una arena (voluta del regista Sergio Leone). Le varie tombe, che sono circa quattromila, si snodano seguendo la circonferenza del cerchio di pietra centrale e sono inoltre presenti vari alberi e arbusti. Dopo la ricostruzione sono stati mantenuti alcuni dettagli del cimitero, come la tomba di Arch Stanton e del soldato ignoto accanto ad essa, l'albero dove Tuco (Eli Wallach) viene impiccato e la tomba dentro alla quale muore Sentenza (Lee Van Cleef). Sono presenti inoltre alcune tombe "commemorative" del regista Leone e di Wallach, oltre che ad altri nomi celebri del genere western. Inoltre, all'ingresso del sito è stato costruito un parcheggio ed è stata posta una statua commemorativa del 50º anniversario dell'uscita del film.

## Storia
Per la scena finale del film Leone non riuscì a trovare un cimitero adatto per il tipo di scena che doveva filmare; venne quindi deciso di costruire un cimitero fittizio di forma circolare nei pressi di Burgos, impiegando 250 soldati dell'esercito spagnolo. Riguardo all'ideazione e alla costruzione del cimitero, Carlo Leva racconta:
Dopo la fine delle riprese il luogo venne lasciato in stato di abbandono e fu utilizzato come pascolo. Tuttavia era ancora possibile osservare i vari tumuli di terra che formavano le varie tombe.
Nel 2014 un gruppo di appassionati del film decise di restaurare il cimitero, fondando la Associazione culturale Sad Hill. Nel periodo del restauro è stato possibile finanziare l'associazione mediante l'acquisto di una "tomba" personale, successivamente posta dai volontari dell'associazione.
L'opera di dissotterramento e restauro del cimitero è narrata nel documentario Salvate Sad Hill (2017) di Guillermo de Oliveira.